# Judy Dater
Judith Rose "Judy" Dater, född Lichtenfeld den 21 juni 1941 i Los Angeles, är en amerikansk fotograf och feminist. 
Dater kom i unga år i kontakt med fotografen Imogen Cunningham och hennes verksamhet kom därigenom att influeras av fotogruppen f/64, samtidigt som hon inspirerades av den nya kvinnorörelsen. I yngre år blev hon mycket uppmärksammad för sina bilder av nakna människor, såväl män som kvinnor. År 1975 utgav hon Women and Other Visions, vilken innehåller porträtt av bohemiska kvinnor, såväl nakna som påklädda. Under senare år har hon gjort sig känd för självporträtt samt bilder som  ofta visar människor i naturen. Hon har samlat delar av sin produktion i Twenty Years (1986).